# لين بياو
لين بياو (بالصينية: 林彪) (1907 - 1971) أحد القادة الشيوعيين الصينيين ساهم في الصراع على السلطة في الصين وشغل عدة مناصب عسكرية هامة اشتهر بانتصاراته على اليابانيين وهزيمته للوطنيين في الحرب الأهلية الصينية ودعمه لكوريا الشمالية في الحرب الكورية ضد قوات الأمم المتحدة وفييتنام الشمالية في حرب فييتنام

## حياته
ولد لين في 5 ديسمبر 1907 في مقاطعة هوبيه ابناً لصاحب مصنع وتخرج من أكاديمية وامبو العسكرية عام 1926 وصعد سلم الترقيات سريعاً في أثناء الحملة الشمالية من يوليو 1926 حتى أبريل 1927 ليصبح رائد في أقل من عام بعد ذلك فر من الجيش الوطني لينضم إلى الشيوعيين

## وفاته
في 8 سبتمبر 1971 شرع لين في عمل عسكري للاستيلاء على الحكم واغتيال ماو إلا أن منافساً له كشف خطته مما مكن ماو تسي تونغ من الاحتفاظ بالحكم فحاول لين الهروب برفقة أسرته إلى الاتحاد السوفيتي ولم تعلن الحكومة الصينية إلا أواخر عام 1972 أن لين وأسرته قد لقوا مصرعهم في 13 سبتمبر 1971 عندما تحطمت الطائرة التي تقلهم في أندرخان (undurkhan) بمنغوليا

## روابط خارجية
- لين بياو على موقع الموسوعة البريطانية (الإنجليزية)
- لين بياو على موقع مونزينجر (الألمانية)
- لين بياو على موقع ديسكوغز (الإنجليزية)